# ニコラ・ジャンソン
ニコラ・ジャンソン（Nicholas Jenson、1420年ごろ – 1480年）は、フランスの彫刻師、創業者、出版人、書体デザイナーである。イタリアのヴェネツィアでほとんどの仕事を行ったジャンソンは、初期のローマン体活字の最高傑作の1つを生み出した人物として名高い 。19世紀に耽美主義者ウィリアム・モリスが彼のローマン体を美しく完璧なものとして称賛して以来、ジャンソンは出版の揺籃期を研究する者の間では象徴的な重要人物となっている。彼はヴェネツィアが印刷業の最初の大きな中心地の一つに成長していく上で、極めて重要な役割を果たした。

## 経歴

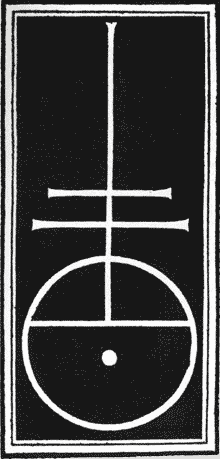
ジャンソンのタイポグラファーマーク

1458年10月、トゥールでフランス王立造幣局の職人として働いていたジャンソンは、フランス王シャルル7世の命を受けてマインツに派遣され、金属活字の技術を学んだ。ジャンソンがマインツに到着したころには、彼が弟子入りできるような印刷業者が数多く存在していた。ジャンソンは1461年にはマインツを離れている。
ジャンソンがヨハネス・グーテンベルクの指導の下で学んだという説もあるが、これについての検証可能なエビデンスは示されていない 。この時までに、グーテンベルクの最初の印刷所は抵当としてヨハン・フストの手に渡っており、この間の彼の活動については歴史家の見解も確実ではない。
1468年にジャンソンはヴェネツィアへ渡り、1470年に印刷所を開設した。彼が手掛けた最初の本において印刷されたローマン体の小文字に見えるプロポーション・形状・配置は、単なる手書き文字の模倣から、その後何世紀にもわたって使用され続けているスタイルへの移行を示すものとなっていた。別個に活動していたものの同時期の印刷人であったシュパイアーのヨハンとヴェンデリン (de Speier 、あるいはイタリア語名から Giovanni and Vindelino da Spira としても知られる) と並んで、ニコラ・ジャンソンはブラックレター体からローマン体への進化における最終的かつ決定的な役割を担った人物として一般的に知られている。ジャンソンはまた、ギリシャ式活字やブラックレター活字もデザインした。印刷所は出版活動を精力的に行い、最終的には約150タイトルを出版した。
晩年のジャンソンは、典礼書、神学書、法律書などを様々なゴシック体で出版し、ローマン体は特に依頼された仕事のためだけに残しておくという恵まれた生活を送った。

## 書体と出版活動

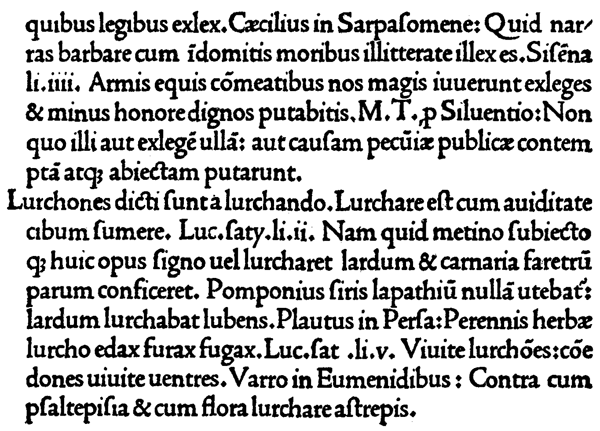
ジャンソンのローマン体、1472年。

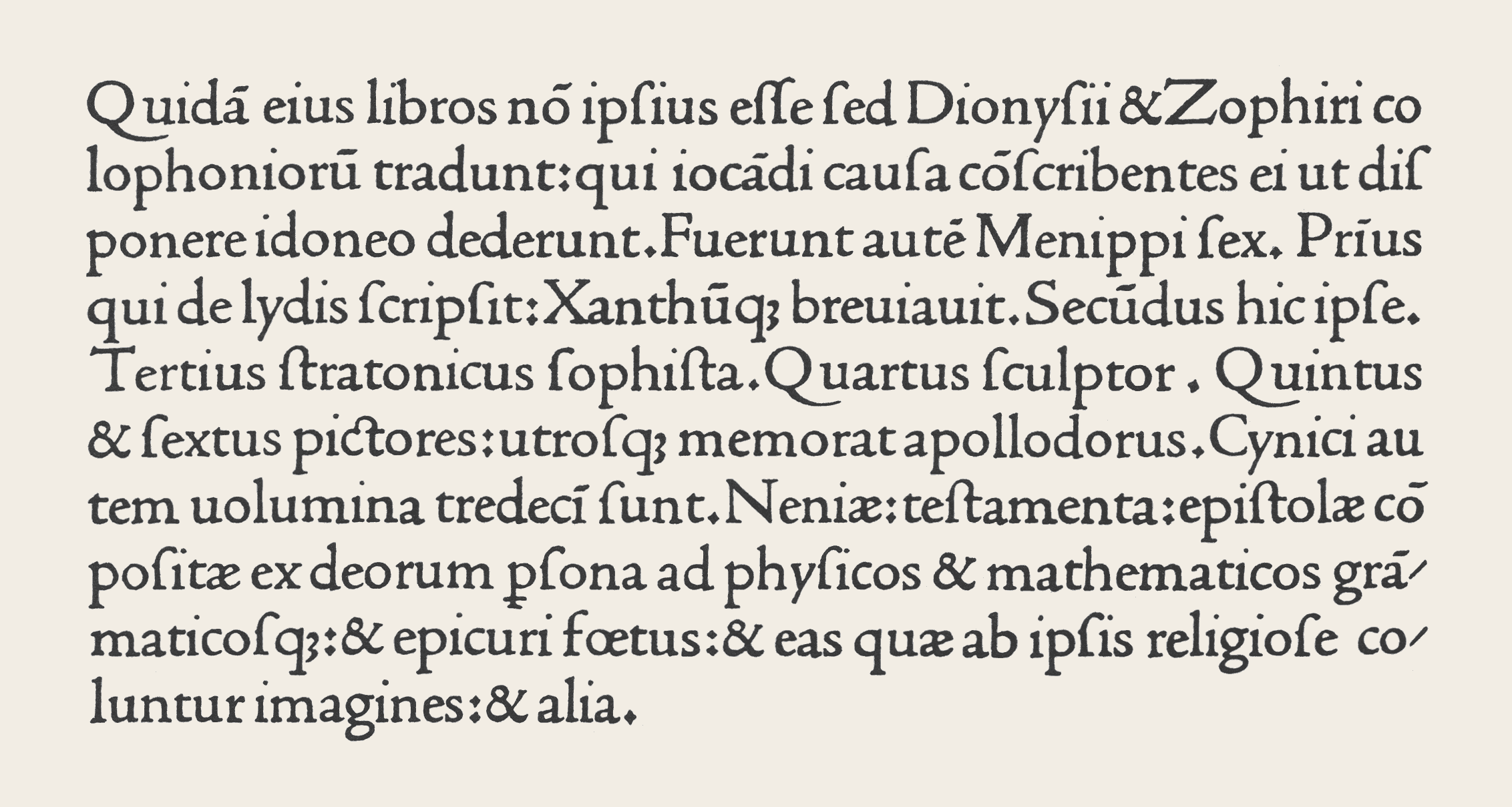
ジャンソンによる典型的なローマン体の例。ヴェネツィアで1475年ごろに出版された"Laertis"より。

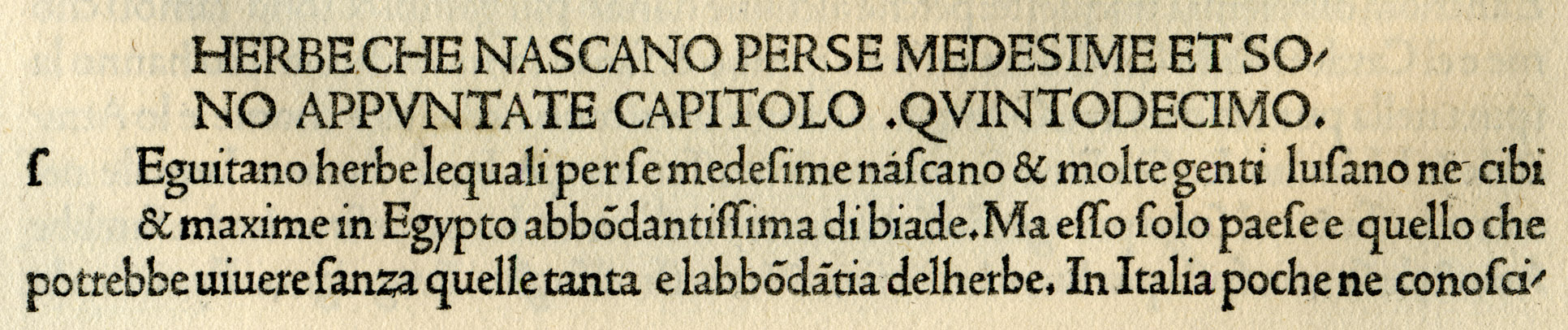
ジャンソンによるローマン体の大文字の例。1476年にヴェネツィアで出版された大プリニウスの"in fiorentina"（イタリア語翻訳版）より。

ヴェネツィアに到着したころ、ジャンソンは芸術家としてかなりの成功を収めていたが、同時に経済的にも成功していた。金細工職人として早くから訓練を積んでいた彼は、書体の持つ彫刻的な性質に対して敏感であり、ローマの精神を呼び起こすような美しい大文字をしばしば採用した。
ジャンソンのヒューマニスト書体に基づいた非常に読みやすく均一な色の書体は、何世紀にもわたり、ウィリアム・モリスをはじめとする数多くの書体デザイナーによって再解釈されてきた。ジャンソンが歴史上最も偉大な書体デザイナーかつパンチカッターの一人として知られているのは、エウセビオスの『福音の備え De praeparatio evangelica』で初めて使用された、ローマン書体デザインの集大成ともいえる書体に由来している 。
ジャンソンの活字が、それ以前のリテラ・アンティカ（littera antica）と呼ばれる書体からその形を借用しているのは明らかである。リテラ・アンティカとは、カロリング・ミナスキュール（Carolingian minuscule）をベースに、帝政ローマ時代の大文字を参考にしたセリフを加えた書体である。こうして制作されたジャンソンの活字が、先述のエウセビオスの1470年版で初めて使用された。1471年には、引用文に使われるギリシア文字の書体、1473年には医学や歴史の本に使われるブラックレターの書体が登場した。
同時代の印刷業者とは異なり、ジャンソンは自身の財政基盤を拡大することができたため、 1477年には12台もの印刷機を同時に動かすことができるようになった。価格を下げ、生産性の低いライバルを追い出すために、彼は続け字のゴシック体を廃止し、本文と注釈を同じページに印刷することを初めて可能にした。また、1475年にはJohannes de Colonia、1480年にはNicolaus Jenson et sociiという名前で、2つの書籍販売会社を設立したことも知られている。
彼の死後、それぞれの書体はアルド印刷所に引き継がれ、今日の数多くのフォントの基礎となっている。例として、ウィリアム・モリスの"Golden Type"、ブルース・ロジャースの"Centaur"（1914年）、モリス・フラー・ベントンの"Cloister Old Style"（1926年）、ロバート・スリンバックの "Adobe Jenson" （1996年）などがある。

## 代表的な出版物
Linotypeフォントのマニュアル（ライノタイプ社、1923年）
256ページにおよぶ書体見本と印刷上の推奨事項を収録したハードカバーの本。
序文より：「本書 "Manual of Linotype Typography" は、今日の最高のタイポグラフィ・スタンダードに基づいた書物を、汎用性を高めるために可能な限りの多様性を持たせ、説明文を添えて……印刷人の方々に提供するものです。これによって植字室の皆さんは、本当に良いものをきちんとした理解のもとに模する機会を得ることになります。」マニュアルのこのページは、ジャンソンの書体に対するライノタイプ社の見解を示している。黒、緑、朱色で印刷され美しく保存された作品に、別丁の口絵イラストと装飾された見返しが付いている。
ユリウス・カエサル著作集1471年版（ニコラ・ジャンソン印刷、ヴェネツィア、1471年）
ニコラ・ジャンソンが印刷したカエサルは、最も初期の、最も美しい版のひとつである。特に、古代ローマの碑文のエッチングからインスピレーションを得たというローマン体活字の驚くべき明快さとシンプルさが見どころである。また、巻頭ページでは素晴らしいイルミネーションが施されたイニシャルとボーダーを味わうことができる。
VK 405、ラテン語聖書（ニコラ・ジャンソン印刷、ヴェネツィア、1479年）
聖書は1500年の間に40人の人間によって書かれた。オリジナルのオートグラフは当然「完璧」なものであったが、筆写される過程で原文から派生したものが生まれた。当時のフランス人印刷業者ニコラ・ジャンソンからは、15世紀に制作された最高級の版が100冊近く発行されている。1479年に発行されたこのラテン語聖書によってジャンソンは、教皇シクストゥス4世からパラティン伯の名誉称号を授与された。
プリニウス『博物誌』 1476年版（ニコラ・ジャンソン印刷、ヴェネツィア、 1,025部（1,000部は紙、25部はベラム）。
プリニウスの『博物誌』は、ジャンソンとストロッツィ家の共同事業として印刷されたもので、ストロッツィ家はこの事業を資金面でバックアップした。現地語のテキストで、翻訳はクリストフォロ・ランディーノが担当している。「プリニウスのテキストは（作品の原稿が書かれたであろう近代人文主義者の手書き文字に近いフォントで）広い余白をとって印刷され、章の初めには最初の大文字がなく、タイトルは表紙の白紙の海の中で、イラストや装飾を求めて呼びながら孤立していた」。

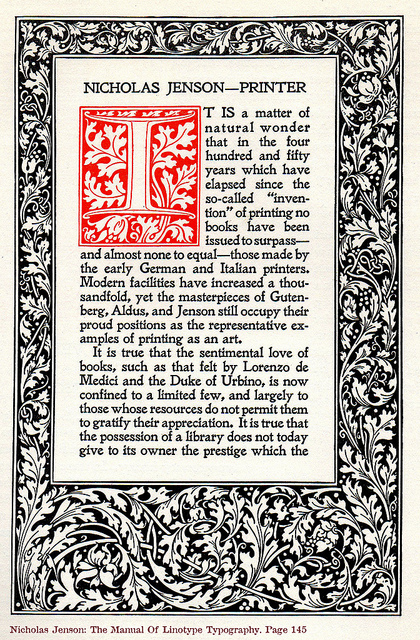
The Manual Of Linotype Typography, Published 1923
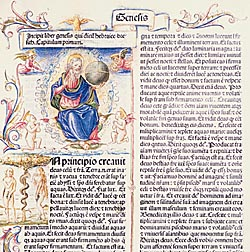
VK 405, Bible in Latin, Nicholas Jenson, Venice, 1479
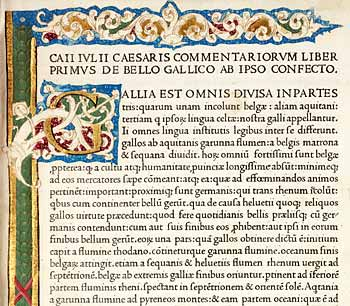
Julius Caesar Works, printer Nicolas Jenson, 1471